# 향기풀
향기풀은 벼과 향기풀속의 여러해살이풀로 학명은 Anthoxanthum odoratum이다. 봄쇠미기풀 또는 버널그래스(Vernal Grass)라고도 한다.

## 분포
유럽과 시베리아가 원산으로 목초로 많이 심는다.

## 특징
높이 20-50cm이고 털이 없는 것도 있으며 향기가 있다. 잎은 나비 3-6mm이고 편평하며 잎혀는 길이 2-4mm이다. 꽃은 5-7월에 피고 꽃이삭은 긴 타원형이며 길이 4-7cm이다. 가지는 거칠고 흔히 털이 있으며, 작은이삭은 1개의 꽃으로 되어 있다. 포영은 길이가 같지 않고 끝이 가락같이 뾰족하며 1-3맥이 있다. 또한 중륵 윗부분에 잔돌기와 더불어 털이 있다. 퇴화한 작은 꽃의 호영은 까락이 있고 겉에 갈색 털이 붙어 있다.

## 갤러리

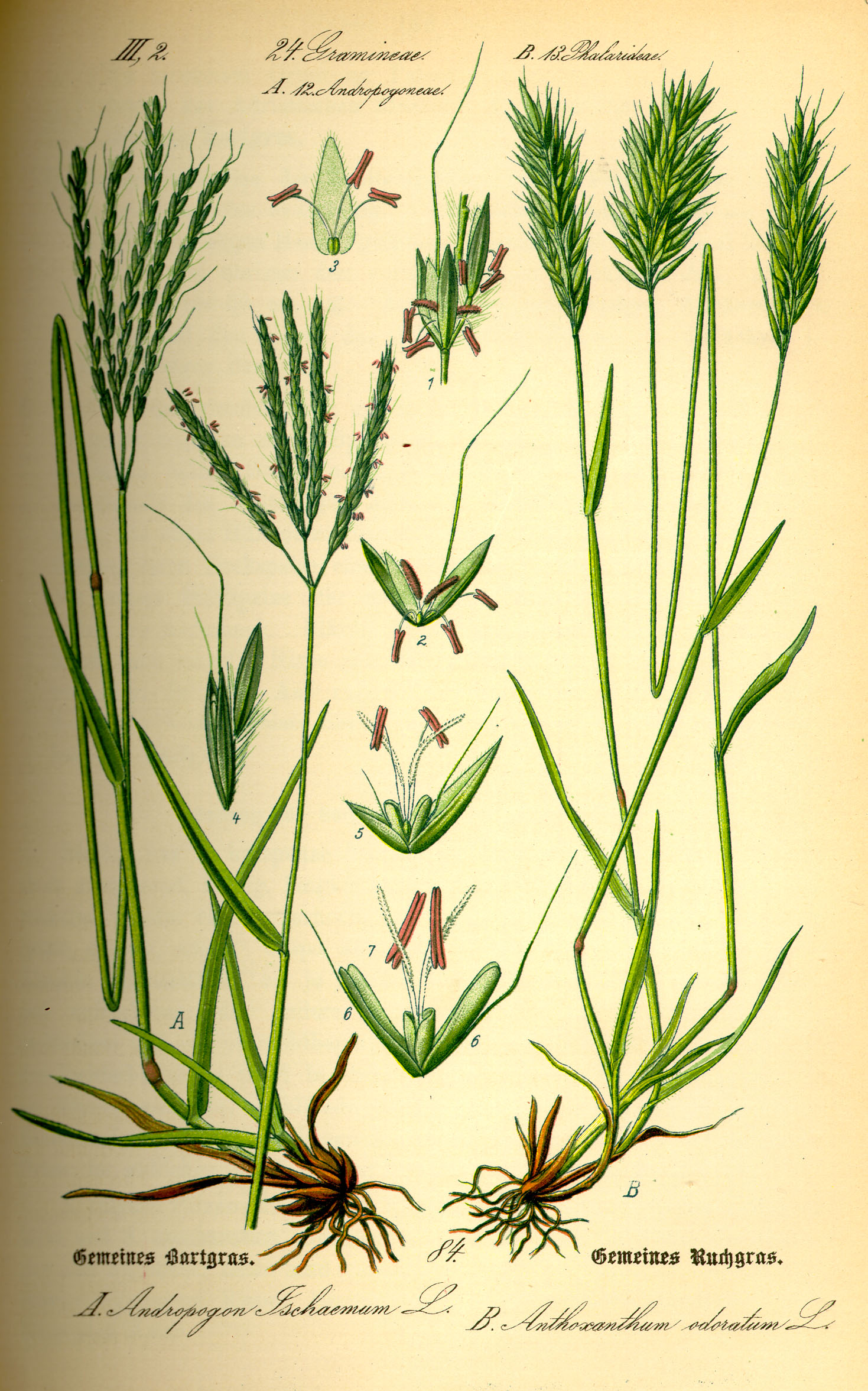
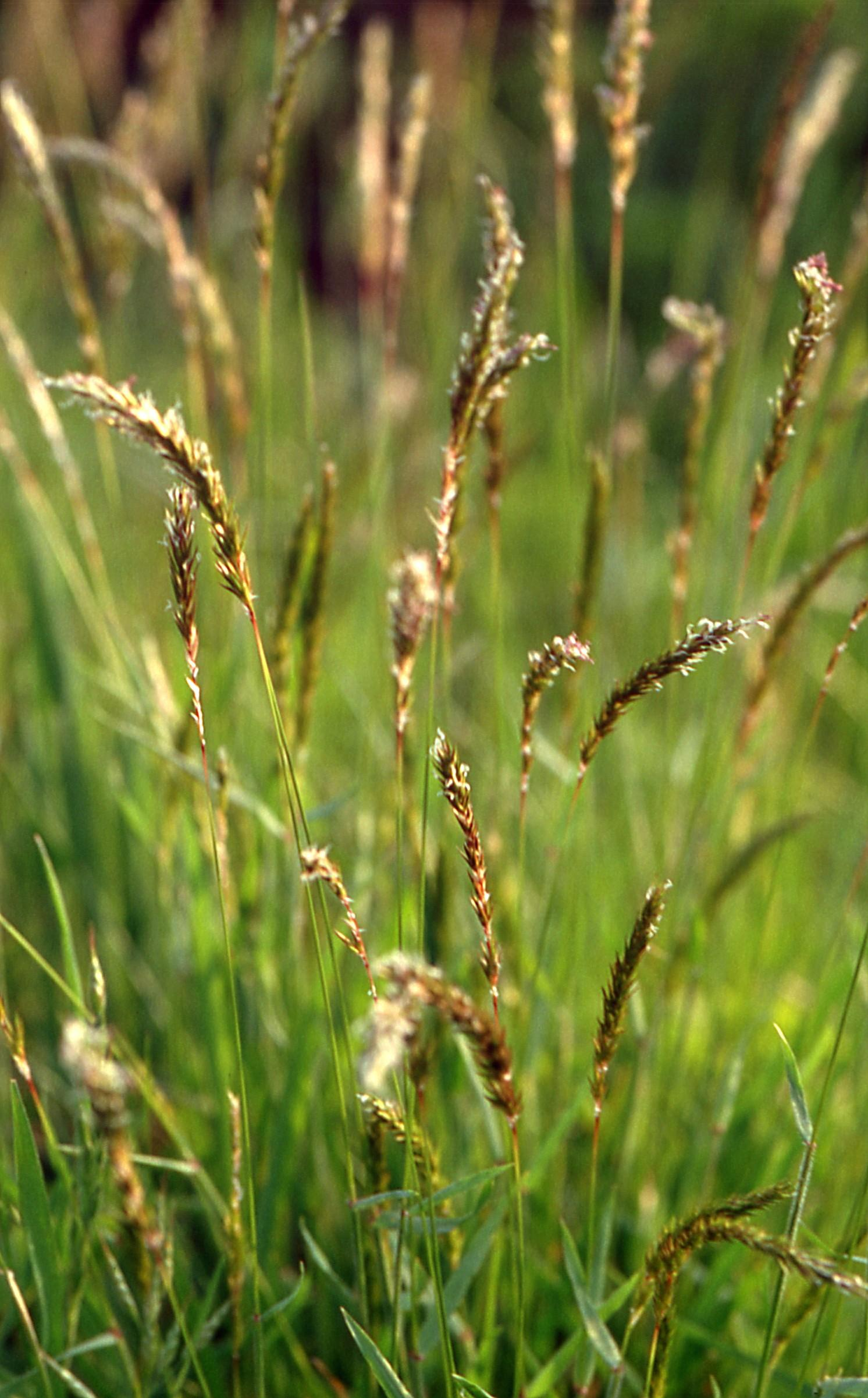
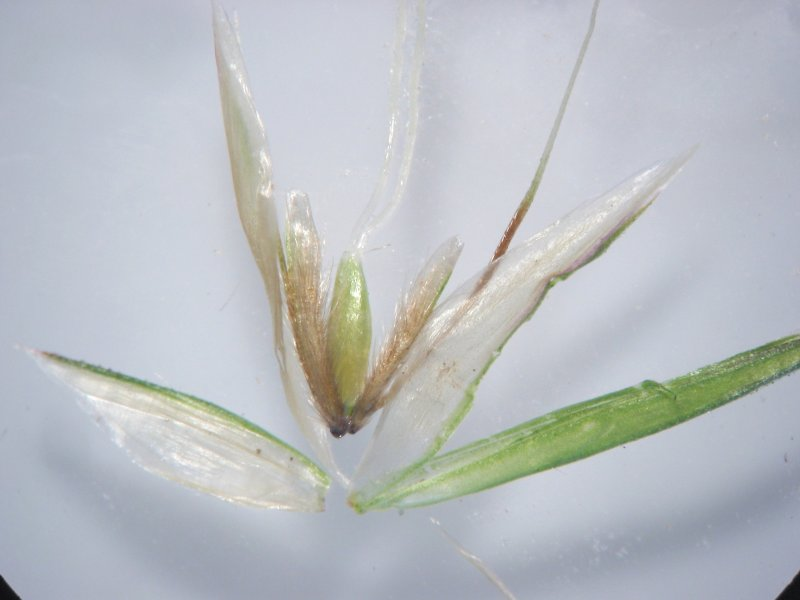
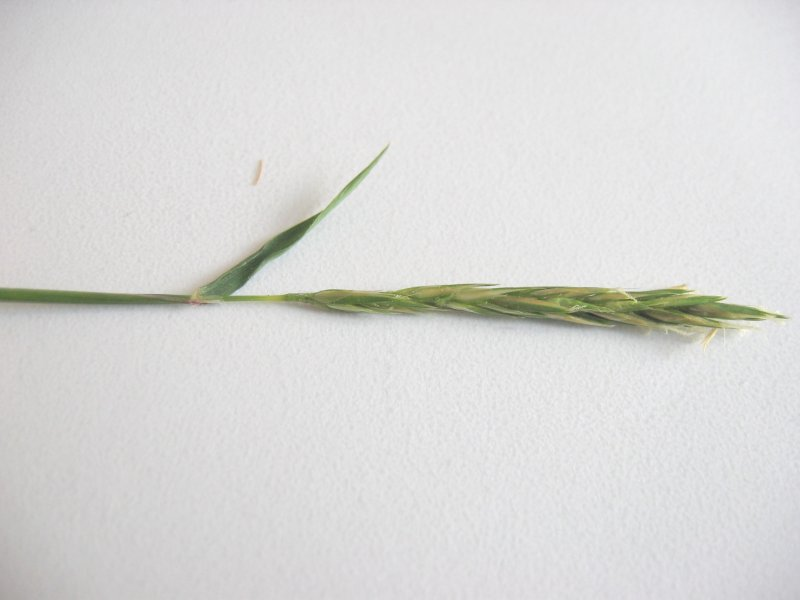
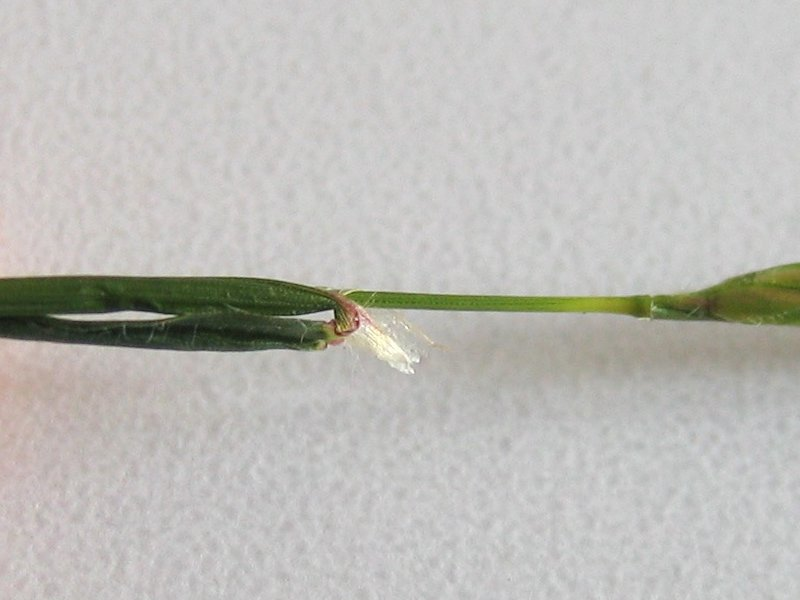
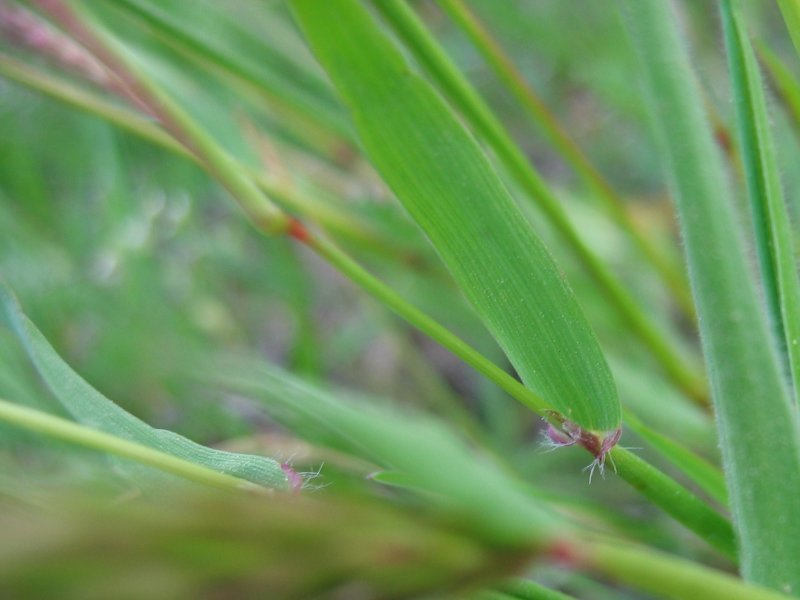
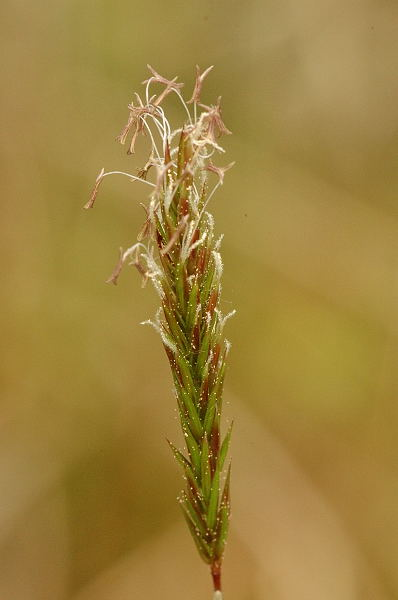
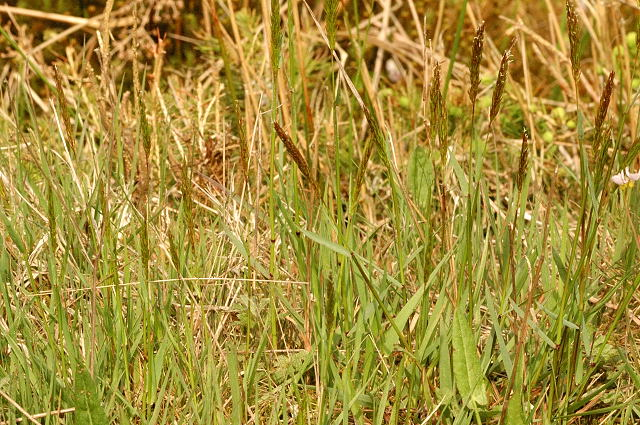
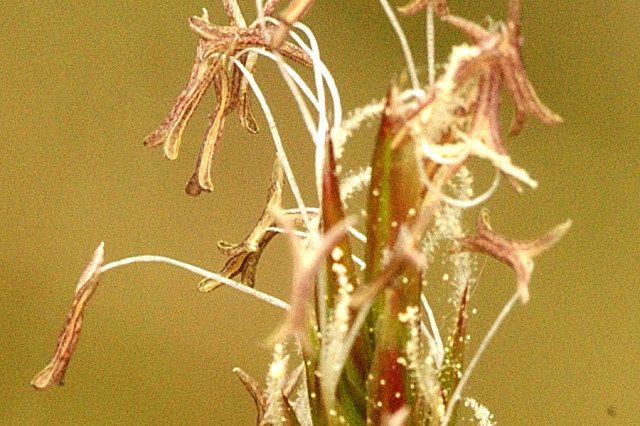